# سيلاس كيسي
سيلاس كيسي (بالإنجليزية: Silas Casey) هو ضابط أمريكي، ولد في 12 يوليو 1807 في East Greenwich, Rhode Island ‏ في الولايات المتحدة، وتوفي في 22 يناير 1882 في بروكلين في الولايات المتحدة.